# آموس موريس
آموس موريس (بالإنجليزية: Amos Morris)‏ هو مغني أسترالي، ولد في عقد 1980.